# Steve Lukather
Steven Lee Lukather, ameriški kitarist, vokalist, producent, skladatelj, tekstopisec in aranžer, * 21. oktober 1957, San Fernando Valley, Kalifornija, Združene države Amerike.
Steve Lukather je ameriški kitarist, pevec, skladatelj, aranžer in producent. Najbolj je znan kot član skupine Toto. Kot studijski glasbenik je Lukather sodeloval pri snemanju več kot 1500 albumov različnih izvajalcev in zvrsti. Pri albumih je sodeloval tudi kot skladatelj, aranžer in producent. Lukather je izdal sedem solo albumov, zadnji, Transition, je izšel januarja 2013.
Leta 1976, ko je bil star 19 let, so ga srednješolski prijatelji David Paich in brata Jeff in Steve Porcaro povabili, da bi skupaj ustanovili glasbeno skupino. Lukather je bil od samega začetka član skupine in je še vedno aktiven pri snemanjih in turnejah. Kitarski ugled in poznanstvo z Jeffom Porcarom in Davidom Paichem, ki sta prav tako postala uveljavljena glasbenika, je Lukatherju v 70. in 80. letih omogočilo uspešno kariero studijskega glasbenika. Lukather je bil nominiran za dvanajst Grammyjev, osvojil pa je pet nagrad. Medtem, ko je s skupino Toto izvajal predvsem pop rock, kot solist je izvajal progresivni rock in hard rock, pri svojih ostalih projektih izvaja jazz fusion. Dolgo časa je sodeloval z jazzovskim kitaristom Larryjem Carltonom. Vrhunec njunega sodelovanja je album v živo, ki je osvojil Grammyja. Bil je tudi član jazz fusion skupine »Los Lobotomys«, skupine uglednih studijskih glasbenikov.
Lukather je znan po svojem melodičnem in intentivnem stilu igranja, nanj so vplivali rock kitaristi kot sta Jimi Hendrix in Jimmy Page ter jazz fusion kitarist kot sta Al Di Meola in Frank Gambale. Znan je tudi po učinkovitosti v studiju. Skladbe pogosto posname v samo enem poskusu. Včasih je uporabljal veliko kitarskih efektov tako v studiu, kot na odru, v današnjem času pa namesto takšnega pristopa zagovarja čiste tone in minimalno studijsko proceduro. Lukather uporablja svoj model električne kitare »Luke«, ki ga proizvaja podjetje Music Man. Poleg te kitare, uporablja Lukather še električne in akustične kitare znamk Yamaha in Ovation.

## Biografija

### Zgodnje življenje
Steven Lee Lukather se je rodil 21. oktobra 1957 v mestu San Francisco Valley, Kalifornija. V intervjuju s spletnim portalom »Guitarhoo!« je povedal: »V osnovni šoli sem imel učitelja, ki me je učil igranja violine. Bilo je leta 1965. Kitaro sem igral eno leto (potem ko so Beatlesi spremenili naša življenja), vendar kitarista niso potrebovali.«
Kasneje je igral klaviature in bobne, potem pa se je sam pri sedmih letih naučil igrati kitaro, ko mu je oče kupil akustično kitaro Kay in izvod albuma Meet The Beatles!. Lukather je dejal, da mu je ta album spremenil življenje, nanj pa je vplivalo igranje kitare Georgea Harrisona.
V srednji šoli je Lukather srečal Davida Paicha in brate Porcaro (Jeff, Steve in Mike), ki so kasneje vsi postali člani skupine Toto. Lukather, ki je bil samouk, se je pričel učiti kitare pri Jimmyju Wyblu. Z Wyblom je Lukather razširil svoje znanje glasbe, vključno z orkestracijo. V začetku 70. let je Lukatherju postala všeč ideja, da bi postal studijski glasbenik, zaradi česar bi lahko igral z znanimi glasbeniki.
Jeff Porcaro, ki je od leta 1973 bobnal pri skupini Steely Dan, je postal Lukatherjev mentor in je še povečal njegov interes v studijsko delo. Luketherjeva prva služba v glasbeni industriji je bilo studijsko delo z Bozom Scaggsom potem, ko sta Paich in Jeff Porcaro, ki sta postala uveljavljena studijska glasbenika, leta 1976 povabila Lukatherja k formiranju skupine Toto skupaj z Bobbyjem Kimballom, Davidom Hungatejem in Stevom Porcarom.

### Toto
Lukather je originalni glavni kitarist skupine Toto, njen član je od vsega začetka.  Pri skupini sodeluje tudi kot glavni in spremljevalni vokalist ter skladatelj. Lukather je za svoje delo v skupini Toto prejel tri Grammyje od petih: dvakrat kot izvajalec in enkrat kot producent. David Paich je v začetku napisal največ skladb, ki jih je skupina tudi posnela. Debitantski album Toto vsebuje kar osem njegovih skladb od skupno desetih, vključno z vsemi štirimi singli. Lukather označuje Jeffa Porcara kot vodjo skupine v tem obdobju. Lukatherjeva vloga v skupini se je spreminjala po potrebi. Prva skladba, pri kateri je sodeloval kot skladatelj, je izšla na albumu Hydra leta 1979. Miles Davis je kot gost sodeloval pri skladbi »Don't Stop Me now«, ki je izšla leta 1986 na albumu Fahrenheit. Po snemanju je Davis Lukatherja povabil v svojo spremljevalno skupino, Lukather pa je povabilo zavrnil, ker se je že pripravljal za promocijsko turnejo s skupino Toto. Avgusta 1992 je Jeff Porcaro utrpel srčni infarkt zaradi katerega je umrl. Njegova smrt je prizadela člane skupine in Lukatherja, ki mu je bil Porcaro mentor. Lukather je takrat začutil, da mora več prispevati v skupino, zato je postal eden izmed vodilnih članov skupine.
Skupina je čez čas zamenjala številne glavne vokaliste, vključno s Kimballom, Fergiejem Frederiksnom in Josephom Williamsom. Od leta 1990, ko je skupina odpustila četrtega glavnega vokalista Jeana-Michela Byrona, je bila skupina do leta 1997 brez glavnega vokalista. Večino skladb je v tem času odpel Lukather. Glavni vokal je prispeval pri vsaki skladbi albuma Kingdom of Desire iz leta 1992 in albuma Tambu iz leta 1995, razen pri dveh instrumentalnih skladbah. Singl »I Will Remember« z albuma Tambu, ki sta ga napisala Lukather in Stan Lynch je dosegel 64. mesto na britanski lestvici singlov. Recenzenti albuma Tambu so Lukatherjev vokal ocenili kot čisto nasprotje Kimballa in Williamsa. Nekateri koncertni recenzenti so dejali, da Lukatherjev glas pri nekaterih skladbah ne pride do izraza, v tem času pa so skupino na koncertih spremljali številni spremljevalni vokalisti. Leta 1998 sta na albumu Toto XX: 1977-1997 sodelovala tako Kimball kot Williams, Lukather pa je zopet sodeloval kot kitarist in spremljevalni vokalist.
Lukather je pisal vse več skladb, ki so izšle na albumih skupine Toto. Sam je napisal malo skladb, izjema je hit singl »I Won't Hold You Back« z albuma Toto IV. Lukather je sam nekoč dejal, da je pisanje besedil njegova šibkost. Tako je večkrat sodeloval z ostalimi člani skupine kot soavtor skladb. Lukather je sodeloval pri nastanku vseh skladb z albuma Falling in Between iz leta 2006.
Leta 2008 je bil Lukather edini preostali originalni član skupine (Kimball je bil v tem času prav tako član skupine, vendar ni bil član skupine ves čas njenega obstoja kot Lukather). Junija 2008 je Lukather zapustil skupino. Njegova odločitev je vodila do razpustitve skupine. V intervjuju iz leta 2011 je Lukather pojasnil, da se je skupina v tistem času precej oddaljila od originalne inkarnacije. Februarja 2010 se je skupina ponovno zbrala v podporo basistu skupine, Miku Porcaru, ki je bolehal za amioforično lateralno sklerozo.  Skupina je nadaljevala s turnejo v letih 2011 in 2012.
Čeprav je Lukather aprila 2011 dejal, da ne bo skupina več snemala novih skladb, je skupina marca 2014 napovedala izid novega albuma. Marca 2015 je tako izšel album Toto XIV.

### Studijsko delo
Lukather je postal v 70. in 80. letih dvajsetega stoletja znan kot eden izmed najbolj iskanih studijskih kitaristov v Los Angelesu. Sodeloval je s številnimi izvajalci od Arethe Franklin do Warrena Zevona. V 36 letih je sodeloval pri snemanju več kot 1500 plošč. Glasbeni novinar Jude Gold je poudaril, da težko imenuje kitarista, ki je imel bolj plodno kariero kot Steve Lukather. Lukather je izpostavil sočlana skupine Toto, Davida Paicha in Jeffa Porcara kot ključna človeka, zaradi katerih je vstopil v glasbeno industrijo, čeprav je v intervjuju aprila 2011 dejal, da je vedno manj priložnosti za studijske glasbenike: »Studijskih glasbeniki niso več to, kar so bili – ni tako kot je bilo. Ni tako kot v starih časih, ko sem v enem tednu sodeloval na 25 snemanjih. Studijev ni več. Proračuna ni več. Glasbenih založb ni več.« Njegovo delo studijskega glasbenika se z leti manjša – leta 2009 je Lukather izjavil, da sodeluje le pri nekaj snemanjih na leto.
Lukather je kot studijski glasbenik sodeloval pri številnih znanih skladbah. Kitarska korporacija Gibson ga je imenovala za enega izmed 10 najboljših studijskih kitaristov vseh časov. Lukather je izvedel kitarski solo na singlu »Physical« Olivie Newton-John leta 1981, ki je bil najvišje uvrščen singl v 80. letih dvajsetega stoletja. Ostala odmevna sodelovanja vključujejo sodelovanje pri snemanju skladb »Back On the Road« in »You Went Away« z albuma Face skupine Earth, Wind & Fire, »Beat It« Michaela Jacksona, dve skladbi z albuma Can't Slow Down Lionela Richieja in album Repeat Offender Richarda Marxa. Lukather in Jeff Porcaro sta bila močno vpletena pri snemanju Jacksonovega albuma Thriller. Poleg snemanja kitare je Lukather pisal in produciral glasbo za Lionela Richieja, Richarda Marxa, skupino Chicago, Donno Summer in skupino The Tubes. Leta 1982 je osvojil Grammyja za skladbo »Turn Your Love Around«, ki jo je izvedel George Benson.

### Solo albumi
Lukather je izdal šest studijskih albumov: Lukather (1989), Candyman (1994), Luke (1997), Santamental (2003), Ever Changing Times (2008) in All's Well That Ends Well (2010). Decembra 2011 je začel skupaj s C.J. Vanstonom pripravljati sedmi album Transition, pri katerem so sodelovali glasbeniki kot so Chad Smith, Gregg Bissonette, Leland Sklar in ostali. Album je izšel 21. januarja 2013.

#### 1989–1997:Lukather,CandymaninLuke
Album Lukather iz leta 1989 je izšel potem, ko je skupina Toto snemala in koncertirala enajst let in so se njeni člani odločili za krajši premor. Ker je Lukather napisal številne skladbe, ki niso izšle na albumih skupine Toto, se je odločil za izdajo lastnega solo albuma. Pri snemanju tega albuma so sodelovali glasbeniki kot so Eddie Van Halen, Richard Marx, Jan Hammer, Steve Stevens in sočlana skupine Toto, David Paich in Jeff Porcaro. Lukather je dejal, da je bil album produciran zelo preprosto in lahko na njem slišimo različne zvoke iz studia. Kot vplivneže za izdajo albuma je Lukather označil skupine Pink Floyd, Cream, Led Zeppelin in kitariste Jimija Hendrixa, Davida Gilmourja, Jeffa Becka ter Erica Claptona. Z albuma je izšel singl »Swear Your Love«.
Pri naslednjem albumu Candyman, ki se je snemal od marca do novembra 1993, je šlo za sodelovanje glasbenikov, ki so bili večinoma člani Lukatherjeve zasedbe »Los Lobotomys«. Zraven so sodelovali še David Garfield, John Peña, Chris Trujillo, Lenny Castro, Larry Klimas, Fee Waybill, Richard Page in Paul Rodgers. Lukather je večino albuma posnel v živo. Nekateri Lukatherjevi oboževalci so bili zmedeni, ker so mnogi mislili, da gre za album skupine Los Lobotomys. Na japonskih in ameriških izdajah albuma Candyman so bili večkrat kot izvajalci navedeni Los Lobotomys; japonska izdaja je vključevala tudi verzijo Hendrixove skladbe »Red House«. Na evropski izdaji je bil kot izvajalec naveden le Lukather. Zasedba, s katero se je Lukather odpravil na promocijsko turnejo, je bila včasih naslovljena kot »Steve Lukather and Los Lobotomys«, včasih pa le »Los Lobotomys«. Skladba »Borrowed Time« je v Evropi izšla kot singl in je na B-strani vsebovala skladbo »Red House«.
Lukather je album Luke iz leta 1997 opisal kot dosti bolj drugačni in bolj introspektni album kot sta bila prejšnja albuma. Luke je nekakšna zbirka Lukatherjevih glasbenih vplivov. Pri Luku gre za eksperimentalni album, ki je bil prav tako kot Candyman posnet v živo z minimalnimi kasnejšimi posegi. Na albumu lahko slišimo instrumente, ki na prejšnjih albumih niso bili uporabljeni: pedal steel, Mellotroni, orglice in eksperimentalna kitara, bas in bobni. Ameriška verzija albuma vsebuje verzijo skladbe Jeffa Becka, »The Pump«. Skladba »Hate Everything About U« je izšla kot singl.

#### 2003:Santamental
Santamental, ki je izšel oktobra 2003, je projekt, pri katerem so sodelovali glasbeniki kot so kitaristi Eddie Van Halen, Slash, Steve Vai in bobnar Gregg Bissonette. Lukatherjeva založba Bop City Records je od Lukatherja želela, da posname božični album. Lukather je zato k sodelovanju povabil klaviaturista Jeffa Babka in kitarista Larryja Carltona, s katerim je že prej sodeloval, da bi mu pomagala pri aranžiranju skladb. Projekt je bil Lukatherju v izziv, ki je želel kreativno preoblikovati tradicionalne skladbe v zanimive skladbe za poslušalce brez da bi spremenil strukture skladb. O albumu je Lukather dejal: »V milijonih let nisem nikoli sanjal o tem, da bom posnel božični album«.
Večina glasbenikov, ki jih je Lukather izbral za Santamental, je največ izvajala hard rock, vendar so kljub temu na albumu pustili vtis. Van Halen je posnel kitaro pri skladbi »Joy to the World« potem, ko že nekaj časa ni bil v studiu, vendar je s svojim načinom igranja takoj naredil vtis na Lukatherja. Vai je prispeval kitaro pri skladbi »Carol of the Bells« skupaj z Luaktherjevim sinom Trevorjem, ki je bil v tem času star 14 let. Slash, ki je posnel svoj del v prvem poskusu, je igral pri skladbi »Broken Heart for Christmas«. Lukather je po projektu Slasha označil za »Keitha Richardsa svoje generacije«. Znani studijski kitarist Michael Landau je igral pri skladbi »Look Out For Angels«, na albumu pa je še verzija skladbe »Jingle Bells«, ki jo izvaja big band, zapel pa jo je Sammy Davis Jr.. Album bil posnet v šestih dneh, po snemanju pa je Lukather izjavil, da je to njegov »prvi in zadnji božični album«.

#### 2008–danes:Ever Changing Times,All's Well That Ends WellinTransition
Ever Changing Times, ki je izšel 22. februarja 2008, je zbirka Lukatherjevih skladb, ki jih je Lukather posnel leta 2007 med turnejami s skupino Toto. Pri snemanju albuma so sodelovali Bill Champlin, Abe Laboriel Jr., Leland Sklar, Steve Porcaro in številni drugi. Pri snemanju je sodeloval tudi Lukatherjev sin Trevor. Joseph Williams je prispeval spremljevalne vokale pri petih skladbah. Lukather je skladbe napisal v hotelski sobi skupaj s svojim sinom in drugimi glasbeniki. Njegova filozofija pisanja skladb je če skladba dobro zveni le s kitaro in vokali, bo zelo verjetno zvenela dobro tudi po celotni produkciji. Pri tem projektu je Lukather sodeloval z Grammyjem nagrajenim producentom Stevom MacMillanom, da bi v snemanje vnesel nove metode in tehnike. Lukather je zadnje skladbe opisal kot »popolno nepopolne« - skladba je bila namreč posneta s petčlansko zasedbo v eni sobi v enem poskusu. MacMillan je Lukatherja spodbudil, da je uporabil »organske, vintage zvoke«. Kot rezultat tega, je Lukather igral kitaro z ojačevalci znamk Marshall, Vox in drugimi znamkami. Lukather je dejal, da mu je MacMillan v studiu pomagal kot »drugi par ušes«, večkrat ga je spodbudil, naj obdrži posnetke, ki bi jih Lukather sicer zavrgel. Ker je skupina Toto pred izidom albuma Ever Changing Times razpadla, je Lukather odšel na solo promocijsko turnejo. Na turneji je Lukather izvajal skladbe z albuma, skladbe z drugih projektov in nekaj skladb skupine Toto.
Lukatherjev šesti studijski album All's Well That Ends Well je 11. oktobra 2010 izšel v Evropi in na Japonskem, 16. novembra pa je izšel v digitalni obliki. Skladbe so bile napisane v sodelovanju z dolgoletnim sodelavcem C.J. Vanstonom, pri snemanju albuma pa so sodelovali glasbeniki, ki so sicer bili člani Lukatherjeve spremljevalne skupine. Tekstopisec Randy Goodrum, ki je z Lukatherjem sodeloval pri številnih projektih, vključno s singlom »I'll Be Over You« iz leta 1986, ki ga je posnela skupina Toto, je sodeloval pri skladbi »Brody's«. All's Well That Ends Well opisuje Lukatherjeve osebne izkušnje dveh let po izidu albuma Ever Changing Times. Kritičarka Arlene Weiss je dejala, da album predstavlja tri glasbene okuse: enega, ki »razgalja (Lukatherjevo) dušo«, enega, ki temelji na elementih popularne kulture in enega, ki izraža optimizem in entuzianizem o prihodnosti. Medtem, ko se je pri prejšnjih albumih Lukather osredotočil na pisanje glasbe in produkcijo ter je sodeloval s tekstopisci, je večino besedil tega albuma napisal sam. Lukather je album opisal kot »realen« in »pošten« odsev obdobja med letoma 2008 in 2010, ko je imel težave v zasebnem življenju.
Decembra 2011 je Lukather oznanil začetek pripravljanja novega albuma Transition. Album je bil produciran v sodelovanju s tekstopiscem C.J. Vanstonom, pri snemanju pa so sodelovali glasbeniki Chad Smith, Gregg Bissonette, Leland Sklar, Steve Weingart in drugi. Čez leto 2012 je Lukather na svoji spletni strani izdajal novice o razvoju albuma. Naslov albuma je postal znan 12. oktobra 2012. Album je izšel 21. januarja 2013.

### Stranski projekti
Ko Lukather ni sodeloval s skupino Toto, je sodeloval pri številnih drugih projektih, vključno s sodelovanjem z jazz fusion zasedbo Los Lobotomys, Larryjem Carltonom, Joejem Satrianijem, Stevom Vaijem in drugimi.
Lukather je bil dolgoletni član skupine Los Lobotomys, ki je bila zasedba studijskih glasbenikov, vključno z jazzovskim glasbenikom Davidom Garfieldom in bobnarjem skupine Toto Jeffom Porcarom, ki ga je kasneje nadomestil Simon Phillips. Skupina se je formirala sredi 80. let in je koncertirala v okolici Los Angelesa, večkrat pa je povabila studijske glasbenike iz okolice, ki so imeli čas. Leta 1989 je skupina pod imenom Los Lobotomys posnela album, skupina pa je sodelovala tudi pri nastanku Lukatherjevega albuma Candyman. Leta 2004 je skupina posnela album v živo, ki vsebuje skladbe z albuma iz leta 1989 in albuma Candyman.
Leta 1998 je bil Lukather povabljen k sodelovanju na japonski turneji kitarista Larryja Carltona, za katero so napovedovali da bo drugačna od prejšnjih. Lukather in Carlton sta izmenjala nekaj posntega materiala in se odločila za sodelovanje. Lukather je bil z vabilom počaščen, saj Carlotna označuje kot svojega najljubšega kitarista. O skupnih odrskih zaslugah je Lukather govoril zelo obetavno, čeprav sta bila oba izven svojega običanjega dela. V intervjuju je Lukather dejal, da »lahko naju slišite kako se na posnetku zabavava – lahko slišite smeh na najinih obrazih.« Po nekaj koncertih sta se odločila, da njuno sodelovanje posnameta, pa čeprav samo za lastno rabo. Kitarist in producent Steve Vai je slišal enega izmed posnetkov in je predlagal izdajo albuma pri njegovi založbi Favored Nations, kjer so albume izdajali izvajalci kot sta Eric Johnson in Dweezil Zappa. Vai in Lukather sta miksala in producirala album, ki je bil zmes jazza, bluesa in fusiona. Izdani album No Substitutions: Live in Osaka je leta 2001 osvojil Grammyja za najboljši instrumentalni pop album. Recenzenti so Lukatherju pripisali trši slog kot Carltonu. Kasneje sta Lukather in Carlton odšla na svetovno turnejo za promocijo albuma.
Leta 2005 je Lukather osvojil nagrado kritikov za svojo izvedbo Hendrixove skladbe »Little Wing« na gala praznovanju 90. rojstnega dne jazz kitarista Lesa Paula. Po petletnem premoru, se je Lukather leta 2012 pridružil Joeju Satrianiju in Stevu Vaiju na turneji G3.
Jeseni 2006 je Lukather prispeval svojo verzijo Landauove skladbe »I'm Buzzed«, ki ga je v živo posnela njegova spremljevalna projektna skupina El Grupo, albumskemu projektu »Artists for Charity – Guatirists 4 Kids«, ki ga je producirala založba Slang Productions v pomoč fundaciji World Vision Canada depriviligiranim otrokom.
Februarja 2012 je Ringo Starr oznanil, da bo Lukather kitarist v njegovi zasedbi »All Starr Band« na svoji poletni turneji. Lukather od takrat sodeluje z zasedbo, s katero izvaja tudi tri skladbe skupine Toto (»Hold the Line«, »Rosanna« in »Africa«).
Lukather prispeva material in znanje učnim ustanovam. Leta 1985 je izdal učni kitarski videoposnetek »Star Licks«, ki vsebuje številne kitarske dele od prvih petih albumov skupine Toto. Posnetek je na DVD-ju izšel leta 2005. Lukather se je prav tako udeležil učnega projekta »Fermatta Master Class«, ki ga je organizirala akademija Fermatta Music Academy v Mehiki.

## Glasbeni stil in oprema
Na Lukatherja so vplivali blues rock kitaristi kot sta Jimi Hendrix in Jimmy Page in jazz fusion kitaristi kot so John McLaughlin, Al Di Meola in Frank Gambale, sam pa je znan po »melodičnem in intenzivnem« stilu igranja. Kot vplivno skupino je Lukather označil tudi skupino Steely Dan, ki je vplivala na njegovo solo kariero kot tudi na album All's Well That Ends Well. Novinar Jude Gold je dejal, da je Lukatherjev vibrato zelo »izgovarjajoč« in hitro razpoznaven. Ker je dobro podkovan v glasbeni teoriji, lahko Lukather sledi lestvicam in akordom kot jazzovski glasbeniki – to je vrlina, ki viša njegovo vrednost kot studijski glasbenik. V intervujih je Lukather pojasnil kako razmišlja o kitari v akordičnem formatu in ne v tipičnem linearnem.
Lukatherjev pristop do inženiranja svojega zvoka v studiu je običajno preprost. Lukather ni znan po številnih poskusih snemanja in nasnemavanja, znan je po tem, da več delov posname v enem poskusu. O svojem pristopu je Lukather dejal: »Če solo ni bil uspešen – bodisi zaradi napačnega zvoka ali zaradi mojega nerazpoloženja – grem dalje. Posnetek je zadovoljiv ali ni. Ne moreš ga narediti na silo. Vedno je najboljše, da se vdaš in kasneje poskusiš še enkrat.« Čeprav mu ustreza vsa razpoložljiva tehnika v studiu, ima Lukather raje dinamiko igranja v živo na odru. Lukather navaja, da je dinamika najpomembnejši element produciranja posnetka z dobro kvaliteto zvoka.
Kljub temu, da je bil v preteklosti znan po uporabi raznovrstnih setov efektov, sedaj Lukather pravi, da največ igra brez takšnih sprememb potem ko je opazil nekaj takšnih konfiguracij, ki so bile poimenovane po njem. V zadnjih letih ni uporabljal veliko efektov. Že dolgo časa sodeluje z Bobom Bradshawom iz podjetja Custom Audio Electronics, ki je ustvarilo in proizvedlo ključne elemente Lukatherjevih efektov. Lukather je bil eden izmed redkih uradnih predstavnikov EMG pickupov, ki so razvili poseben Lukatherjev »SL20« pickup sistem, ki je kombinacija dveh različnih pickupov, tonskega in volumskega gumba ter pickguarda. Lukather ima prav tako lastno linijo pickupov podjetja DiMarzio, »Transition«.
Lukather oglašuje kitare podjetja Music Man in ima lastni model kitare »Luke«, ki vključuje tudi njegov EMG pickup sistem. Najprej je kitara temeljila na specifikacijah Music Mana, leta 1998 pa je proizvajalec dodal nekaj izboljšav, ki so se bolj skladale z Lukatherjevim načinom igranja. Music Man prav tako proizvaja kitaro Ball Family Reserve Steve Lukather Model, ki vsebuje jelšin trup z mahagonijevem »tonovskim blokom«, ki se nahaja pod pickupi, omejen z javorjevim vrhnjim delom. Leta 2012 je bila predstavljena nova različica kitare, imenovana LIII, ki je bila večja za 3%, vendar s podobnim trupom in vratom iz palisandra. Leta 2013 je Lukather prešel k vratu iz javorja s palisandrovo ubiralko. Tako se je odločil zaradi stabilnosti javorja med igranjem na turnejah. Kot rezultat je bila kitara LIII dopolnjena z Lukatherjevimi zahtevami. Lukather je znan tudi po igranju na kitarah znamk Ibanez in Valley Arts. V 80. letih je bil Lukather kratek čas oglaševalec kitar teh dveh znamk, ko sta bili izdelani Lukatherjeva modela kitar Ibanez Roadstar RS1010SL in Valley Arts Custom Pro Steve Lukather Signature v letih 1984–85. Igral je tudi elektro-akustične kitare znamke Ovation Adamas. Pred turnejo »All's Well That Ends Well« iz leta 2010 je Lukather začel oglaševati elektro-akustične kitare znamke Yamaha Studio Response Technology.
Informacije o Lukatherjevi trenutni opremi so dostopne na Lukatherjevi spletni strani, ki je ažurna.

## Diskografija
Solo
- Lukather (1989)
- Candyman (1994)
- Luke (1997)
- No Substitutions: Live in Osaka (2001)
- Santamental (2003)
- Ever Changing Times (2008)
- All's Well That Ends Well (2010)
- Transition (2013)

Toto
- Diskografija

Los Lobotomys
- Los Lobotomys (1989)

## Nagrade

### Grammyji
Seznam grammyjev, ki jih je prejel Steve Lukather.
| Leto | Kategorija                         | Naslov                          | Opombe                                 |
| ---- | ---------------------------------- | ------------------------------- | -------------------------------------- |
| 1982 | Najboljša R&B skladba              | »Turn Your Love Around«         | z Jayem Graydonom in Billom Champlinom |
| 1982 | Producent leta                     | Toto IV                         | kot član Toto                          |
| 1982 | Album leta                         | Toto IV                         | kot član Toto                          |
| 1982 | Posnetek leta                      | »Rosanna«                       | kot član Toto                          |
| 2002 | Najboljši instrumentalni pop album | No Substitutions: Live in Osaka | z Larryjem Carltonom                   |

### Ostalo
- 2010 – Eddy Christiani Award[67]